# Federica Brignone
Federica Brignone (ur. 14 lipca 1990 w Mediolanie) – włoska narciarka alpejska, trzykrotna medalistka igrzysk olimpijskich i pięciokrotna medalistka mistrzostw świata, a także dwukrotna zdobywczyni Pucharu Świata.

## Kariera
Na arenie międzynarodowej Federica Brignone po raz pierwszy pojawiła się 1 grudnia 2005 roku w Alleghe, gdzie w zawodach FIS Race nie ukończyła drugiego przejazdu w gigancie. W 2007 roku wystartowała na mistrzostwach świata juniorów w Altenmarkt, gdzie jej najlepszym wynikiem było 19. miejsce w supergigancie. Jeszcze trzykrotnie startowała na imprezach tego cyklu, najlepszy wynik osiągając podczas mistrzostw świata juniorów w Garmisch-Partenkirchen w 2009 roku, gdzie zwyciężyła w kombinacji. Wywalczyła także srebrny medal w gigancie na rozgrywanych rok później mistrzostwach świata juniorów w Regionie Mont Blanc.
W zawodach Pucharu Świata zadebiutowała 28 grudnia 2007 roku w Lienzu, gdzie nie zakwalifikowała się do pierwszego przejazdu giganta. Pierwsze pucharowe punkty wywalczyła 24 października 2009 roku w Sölden, gdzie w tej samej konkurencji zajęła 21. miejsce. Na podium po raz pierwszy stanęła 28 listopada 2009 roku w Aspen, zajmując trzecie miejsce w gigancie. W zawodach tych wyprzedziły ją jedynie Niemka Kathrin Hölzl oraz Austriaczka Kathrin Zettel. W kolejnych latach wielokrotnie stawała na podium, w tym 24 października 2015 roku w Sölden odniosła swoje pierwsze zwycięstwo, wygrywając giganta. 
W 2010 roku wystartowała na igrzyskach olimpijskich w Vancouver, gdzie była osiemnasta w gigancie. Na rozgrywanych cztery lata później igrzyskach w Soczi jej najlepszym wynikiem było jedenaste miejsce w kombinacji. W międzyczasie wzięła udział w mistrzostwach świata w Garmisch-Partenkirchen, zdobywając srebrny medal w gigancie. Na podium rozdzieliła tam Tinę Maze ze Słowenii oraz Tessę Worley z Francji. W 2018 roku wywalczyła brązowy medal w gigancie podczas igrzysk w Pjongczangu. Wyprzedziły ją jedynie Mikaela Shiffrin z USA i Ragnhild Mowinckel z Norwegii. Była tam też szósta w supergigancie i ósma w superkombinacji.
Z mistrzostw świata w Åre w 2019 roku wróciła bez medalu. Była tam piąta w gigancie, szósta w superkombinacji i dziesiąta w supergigancie. W klasyfikacji generalnej sezonu 2018/2019 była szósta, zwyciężając jednocześnie w klasyfikacji superkombinacji. W kolejnym sezonie triumfowała w klasyfikacji generalnej oraz klasyfikacjach giganta i superkombinacji, była druga w supergigancie oraz trzecia w klasyfikacjach zjazdu i PAR. Łącznie jedenaście razy stawała na podium, przy czym pięciokrotnie zwyciężała.
Sezon 2020/2021 zakończyła na siódmej pozycji w klasyfikacji generalnej, pięciokrotne stając na podium i odnosząc jedno zwycięstwo. W klasyfikacji supergiganta zajęła drugie miejsce. Na mistrzostwach świata w Cortinie d’Ampezzo w 2021 roku zajęła między innymi szóste miejsce w gigancie równoległym i dziesiąte w supergigancie. Na rozgrywanych rok później igrzyskach olimpijskich w Pekinie wywalczyła dwa medale. Najpierw zdobyła srebrny medal w gigancie, rozdzielając Szwedkę Sarę Hector i Larę Gut-Behrami ze Szwajcarii. Następnie zajęła trzecie miejsce w superkombinacji, ulegając dwóm Szwajcarkom: Michelle Gisin i Wendy Holdener. W klasyfikacji generalnej sezonu 2021/2022 zajęła trzecie, wygrywając jednocześnie klasyfikację supergiganta.
Na mistrzostwach świata w Courchevel/Méribel w 2023 roku zdobyła dwa medale. Najpierw zwyciężyła w kombinacji, wyprzedzając Wendy Holdener i Austriaczkę Ricardę Haaser. Następnie zajęła drugie miejsce w gigancie, plasując się za Shiffrin a przed Ragnhild Mowinckel. W sezonie 2022/2023 siedmiokrotnie stawała na podium, odnosząc jedno zwycięstwo. W klasyfikacji generalnej była tym razem czwarta, a w klasyfikacji supergiganta zajęła drugie miejsce, ustępując tylko Larze Gut-Behrami.
W sezonie 2023/2024 trzynaście razy stawała na podium, przy czym sześciokrotnie zwyciężała. W klasyfikacji generalnej była druga za Gut-Behrami. Zajęła też drugie miejsce w klasyfikacjach giganta i supergiganta. 
Kolejny medal wywalczyła na mistrzostwach świata w Saalbach w 2025 roku, gdzie zdobyła srebro w supergigancie. Wyprzedziła ją jedynie Austriaczka Stephanie Venier, która była szybsza o 0,10 sekundy. Parę dni później Brignone zwyciężyła w gigancie, wyprzedzając Alice Robinson z Nowej Zelandii i Paulę Moltzan z USA.
Jest córką Marii Rosy Quario.

## Osiągnięcia

### Igrzyska olimpijskie
| Miejsce | Dzień     | Rok  | Miejscowość | Konkurencja     | Czas biegu | Strata | Zwyciężczyni        |
| ------- | --------- | ---- | ----------- | --------------- | ---------- | ------ | ------------------- |
| 18.     | 25 lutego | 2010 | Vancouver   | Gigant          | 2:27,11    | +1,57  | Viktoria Rebensburg |
| 11.     | 10 lutego | 2014 | Soczi       | Superkombinacja | 2:34,62    | +3,00  | Maria Höfl-Riesch   |
| DNF1    | 18 lutego | 2014 | Soczi       | Gigant          | 2:36,87    | -      | Tina Maze           |
| DNF2    | 21 lutego | 2014 | Soczi       | Slalom          | 1:44,54    | -      | Mikaela Shiffrin    |
| 3.      | 15 lutego | 2018 | Pjongczang  | Gigant          | 2:20,48    | +0,46  | Mikaela Shiffrin    |
| 6.      | 17 lutego | 2018 | Pjongczang  | Supergigant     | 1:21,11    | +0,38  | Ester Ledecká       |
| DNF     | 21 lutego | 2018 | Pjongczang  | Zjazd           | 1:39,22    | -      | Sofia Goggia        |
| 8.      | 22 lutego | 2018 | Pjongczang  | Superkombinacja | 2:20,90    | +2,63  | Michelle Gisin      |
| 2.      | 7 lutego  | 2022 | Pekin       | Gigant          | 1:55,69    | +0,28  | Sara Hector         |
| DNF2    | 9 lutego  | 2022 | Pekin       | Slalom          | 1:44,98    | -      | Petra Vlhová        |
| 7.      | 11 lutego | 2022 | Pekin       | Supergigant     | 1:13,51    | +0,66  | Lara Gut-Behrami    |
| 3.      | 17 lutego | 2022 | Pekin       | Superkombinacja | 2:25,67    | +1,85  | Michelle Gisin      |

### Mistrzostwa świata
| Miejsce | Dzień     | Rok  | Miejscowość        | Konkurencja       | Czas biegu | Strata | Zwyciężczyni                        |
| ------- | --------- | ---- | ------------------ | ----------------- | ---------- | ------ | ----------------------------------- |
| 2.      | 17 lutego | 2011 | Ga-Pa              | Gigant            | 2:20,54    | +0,09  | Tina Maze                           |
| DNF1    | 19 lutego | 2011 | Ga-Pa              | Slalom            | 1:45,79    | -      | Marlies Schild                      |
| DNF1    | 12 lutego | 2015 | Vail/Beaver Creek  | Gigant            | 2:19,16    | -      | Anna Fenninger                      |
| 19.     | 14 lutego | 2015 | Vail/Beaver Creek  | Slalom            | 1:38,48    | +3,71  | Mikaela Shiffrin                    |
| 8.      | 7 lutego  | 2017 | Sankt Moritz       | Supergigant       | 1:32,34    | +0,84  | Nicole Schmidhofer                  |
| 7.      | 10 lutego | 2017 | Sankt Moritz       | Superkombinacja   | 1:58,88    | +1,38  | Wendy Holdener                      |
| 4.      | 16 lutego | 2017 | Sankt Moritz       | Gigant            | 2:05,55    | +0,92  | Tessa Worley                        |
| 24.     | 18 lutego | 2017 | Sankt Moritz       | Slalom            | 1:37,27    | +5,06  | Mikaela Shiffrin                    |
| 10.     | 5 lutego  | 2019 | Åre                | Supergigant       | 1:04,89    | +0,54  | Mikaela Shiffrin                    |
| 6.      | 8 lutego  | 2019 | Åre                | Superkombinacja   | 2:02,13    | +1,39  | Wendy Holdener                      |
| 5.      | 14 lutego | 2019 | Åre                | Gigant            | 2:01,97    | +0,87  | Petra Vlhová                        |
| 10.     | 11 lutego | 2021 | Cortina d’Ampezzo  | Supergigant       | 1:25,51    | +1,09  | Lara Gut-Behrami                    |
| DNF2    | 15 lutego | 2021 | Cortina d’Ampezzo  | Superkombinacja   | 2:07,22    | -      | Mikaela Shiffrin                    |
| 6.      | 16 lutego | 2021 | Cortina d’Ampezzo  | Gigant równoległy | -          | -      | Marta Bassino Katharina Liensberger |
| DNF1    | 18 lutego | 2021 | Cortina d’Ampezzo  | Gigant            | 2:30,66    | -      | Lara Gut-Behrami                    |
| DNF2    | 20 lutego | 2021 | Cortina d’Ampezzo  | Slalom            | 2:30,66    | -      | Katharina Liensberger               |
| 1.      | 6 lutego  | 2023 | Courchevel/Méribel | Kombinacja        | 1:57,47    | -      | -                                   |
| 8.      | 8 lutego  | 2023 | Courchevel/Méribel | Supergigant       | 1:28,06    | +0,55  | Marta Bassino                       |
| 2.      | 17 lutego | 2023 | Courchevel/Méribel | Gigant            | 2:07,13    | +0,12  | Mikaela Shiffrin                    |
| 2.      | 6 lutego  | 2025 | Saalbach           | Supergigant       | 1:20,47    | +0,10  | Stephanie Venier                    |
| 10.     | 6 lutego  | 2025 | Saalbach           | Zjazd             | 1:41,29    | +1,19  | Breezy Johnson                      |
| 1.      | 13 lutego | 2025 | Saalbach           | Gigant            | 2:22,71    | -      | -                                   |

### Mistrzostwa świata juniorów
| Miejsce | Dzień       | Rok  | Miejscowość       | Konkurencja | Czas biegu | Strata     | Zwyciężczyni        |
| ------- | ----------- | ---- | ----------------- | ----------- | ---------- | ---------- | ------------------- |
| 24.     | 8 marca     | 2007 | Altenmarkt        | Gigant      | 2:14,90    | +3,51      | Nicole Schmidhofer  |
| 19.     | 9 marca     | 2007 | Altenmarkt        | Supergigant | 1:19,34    | +2,44      | Nicole Schmidhofer  |
| 43.     | 26 lutego   | 2008 | Formigal          | Zjazd       | 1:50,13    | +9,79      | Ilka Štuhec         |
| DNF1    | 28 lutego   | 2008 | Formigal          | Slalom      | 1:33,85    | -          | Bernadette Schild   |
| 17.     | 29 lutego   | 2008 | Formigal          | Gigant      | 1:42,50    | +2,09      | Anna Fenninger      |
| 16.     | 1 marca     | 2009 | Ga-Pa             | Slalom      | 1:42,07    | +3,41      | Denise Feierabend   |
| 7.      | 2 marca     | 2009 | Ga-Pa             | Gigant      | 2:45,81    | +2,24      | Viktoria Rebensburg |
| 5.      | 4 marca     | 2009 | Ga-Pa             | Supergigant | 1:19,80    | +1,30      | Viktoria Rebensburg |
| 10.     | 6 marca     | 2009 | Ga-Pa             | Zjazd       | 1:19,60    | +1,33      | Marine Gauthier     |
| 1.      | 6 marca     | 2009 | Ga-Pa             | Kombinacja  | 54,00 pkt  | -          | -                   |
| 25.     | 31 stycznia | 2010 | Region Mont Blanc | Supergigant | 1:32,21    | +1,84      | Marine Gauthier     |
| 15.     | 1 lutego    | 2010 | Region Mont Blanc | Slalom      | 1:34.47    | +4,27      | Christina Geiger    |
| 28.     | 4 lutego    | 2010 | Region Mont Blanc | Zjazd       | 1:20,89    | +2,90      | Jéromine Géroudet   |
| 2.      | 5 lutego    | 2010 | Region Mont Blanc | Gigant      | 1:38,34    | +0,37      | Mona Løseth         |
| 7.      | 5 lutego    | 2010 | Region Mont Blanc | Kombinacja  | 38,85 pkt  | +38,90 pkt | Mona Løseth         |

### Puchar Świata

#### Miejsca w klasyfikacji generalnej
- sezon 2009/2010: 43.
- sezon 2010/2011: 26.
- sezon 2011/2012: 20.
- sezon 2012/2013: 103.
- sezon 2013/2014: 31.
- sezon 2014/2015: 20.
- sezon 2015/2016: 8.
- sezon 2016/2017: 5.
- sezon 2017/2018: 11.
- sezon 2018/2019: 6.
- sezon 2019/2020: 1.
- sezon 2020/2021: 7.
- sezon 2021/2022: 3.
- sezon 2022/2023: 4.
- sezon 2023/2024: 2.
- sezon 2024/2025: 1.

#### Zwycięstwa w zawodach
1. Sölden – 24 października 2015 (gigant)
2. Soldeu – 27 lutego 2016 (supergigant)
3. Kronplatz – 24 stycznia 2017 (gigant)
4. Crans-Montana – 24 lutego 2017 (superkombinacja)
5. Aspen – 19 marca 2017 (gigant)
6. Lienz – 29 grudnia 2017 (gigant)
7. Bad Kleinkirchheim – 13 stycznia 2018 (supergigant)
8. Crans-Montana – 4 marca 2018 (superkombinacja)
9. Killington – 25 listopada 2018 (gigant)
10. Crans Montana – 24 lutego 2019 (superkombinacja)
11. Courchevel – 17 grudnia 2019 (gigant)
12. Altenmarkt – 12 stycznia 2020 (superkombinacja)
13. Sestriere – 18 stycznia 2020 (gigant)
14. Roza Chutor – 2 lutego 2020 (supergigant)
15. Crans-Montana – 23 lutego 2020 (superkombinacja)
16. Val di Fassa – 28 lutego 2021 (supergigant)
17. Sankt Moritz – 12 grudnia 2021 (supergigant)
18. Zauchensee – 16 stycznia 2022 (supergigant)
19. Garmisch-Partenkirchen – 30 stycznia 2022 (supergigant)
20. Méribel – 20 marca 2022 (gigant)
21. Sankt Anton – 14 stycznia 2023 (supergigant)
22. Mont-Tremblant – 2 grudnia 2023 (gigant)
23. Mont-Tremblant – 3 grudnia 2023 (gigant)
24. Val d’Isère – 17 grudnia 2023 (supergigant)
25. Kvitfjell – 3 marca 2024 (supergigant)
26. Åre – 9 marca 2024 (gigant)
27. Saalbach – 17 marca 2024 (gigant)
28. Sölden – 26 października 2024 (gigant)
29. Semmering – 28 grudnia 2024 (gigant)
30. Altenmarkt – 11 stycznia 2025 (zjazd)
31. Cortina d’Ampezzo – 19 stycznia 2025 (supergigant)
32. Garmisch-Partenkirchen – 25 stycznia 2025 (zjazd)
33. Sestriere – 21 lutego 2025 (gigant)
34. Sestriere – 22 lutego 2025 (gigant)
35. Kvitfjell – 2 marca 2025 (supergigant)
36. Åre – 8 marca 2025 (gigant)
37. La Thuile – 14 marca 2025 (supergigant)

#### Pozostałe miejsca na podium
1. Aspen – 28 listopada 2009 (gigant) – 3. miejsce
2. Arber-Zwiesel – 6 lutego 2011 (gigant) – 2. miejsce
3. Lienz – 28 grudnia 2011 (gigant) – 2. miejsce
4. Kranjska Gora – 21 stycznia 2012 (gigant) – 2. miejsce
5. Åre – 9 marca 2012 (gigant) – 2. miejsce
6. Schladming – 18 marca 2012 (gigant) – 3. miejsce
7. Aspen – 29 listopada 2014 (gigant) – 3. miejsce
8. Aspen – 27 listopada 2015 (gigant) – 3. miejsce
9. Are – 12 grudnia 2015 (gigant) – 3. miejsce
10. Flachau – 17 stycznia 2016 (gigant) – 3. miejsce
11. Jasná – 7 marca 2016 (gigant) – 3. miejsce
12. Crans-Montana − 26 lutego 2017 (superkombinacja) – 2. miejsce
13. Squaw Valley − 10 marca 2017 (gigant) – 2. miejsce
14. Aspen – 16 marca 2017 (supergigant) – 3. miejsce
15. Bad Kleinkirchheim – 14 stycznia 2018 (zjazd) – 2. miejsce
16. Kronplatz – 23 stycznia 2018 (gigant) – 3. miejsce
17. Sölden – 27 października 2018 (gigant) – 2. miejsce
18. Soldeu – 14 marca 2019 (supergigant) – 3. miejsce
19. Killington – 30 listopada 2019 (gigant) – 2. miejsce
20. Sankt Moritz – 14 grudnia 2019 (supergigant) – 2. miejsce
21. Bansko – 24 stycznia 2020 (zjazd) – 2. miejsce
22. Bansko – 25 stycznia 2020 (zjazd) – 3. miejsce
23. Garmisch-Partenkirchen – 8 lutego 2020 (zjazd) – 2. miejsce
24. La Thuile – 29 lutego 2020 (supergigant) – 2. miejsce
25. Sölden – 17 października 2020 (gigant) – 2. miejsce
26. Courchevel – 14 grudnia 2020 (gigant) – 2. miejsce
27. Val d’Isère – 20 grudnia 2020 (supergigant) – 3. miejsce
28. Crans-Montana – 24 stycznia 2021 (supergigant) – 3. miejsce
29. Lenzerheide – 6 marca 2022 (gigant) – 2. miejsce
30. Kranjska Gora – 8 stycznia 2023 (gigant) – 2. miejsce
31. Sankt Anton – 15 stycznia 2023 (supergigant) – 2. miejsce
32. Kronplatz – 24 stycznia 2023 (gigant) – 3. miejsce
33. Crans-Montana – 26 lutego 2023 (zjazd) – 2. miejsce
34. Åre – 10 marca 2023 (gigant) – 2. miejsce
35. Soldeu – 16 marca 2023 (supergigant) – 2. miejsce
36. Sölden – 28 października 2023 (gigant) – 2. miejsce
37. Sankt Moritz − 9 grudnia 2023 (zjazd) – 3. miejsce
38. Lienz – 28 grudnia 2023 (gigant) – 2. miejsce
39. Kranjska Gora – 6 stycznia 2024 (gigant) – 3. miejsce
40. Crans-Montana – 17 lutego 2024 (zjazd) – 2. miejsce
41. Crans-Montana – 18 lutego 2024 (supergigant) – 2. miejsce
42. Saalbach – 22 marca 2024 (supergigant) – 2. miejsce
43. Altenmarkt-Zauchensee – 12 stycznia 2025 (supergigant) – 3. miejsce
44. Cortina d’Ampezzo – 18 stycznia 2025 (zjazd) – 3. miejsce
45. Garmisch-Partenkirchen – 26 stycznia 2025 (supergigant) – 3. miejsce
46. La Thuile – 13 marca 2025 (supergigant) – 3. miejsce
47. Sun Valley – 23 marca 2025 (supergigant) – 3. miejsce
48. Sun Valley – 25 marca 2025 (gigant) – 2. miejsce